# Эннекен, Морис
Шарль Морис Эннекен (фр. Charles Maurice Hennequin, в старых русских источниках Геннекен; 10 декабря 1863, Льеж — 3 сентября 1926, Монтрё) — французский драматург и либреттист

 бельгийского происхождения. Сын драматурга Альфреда Эннекена, правнук художника Филиппа Геннекена.

## Биография
Дебютировал в театральном мире в возрасте 19 лет в 1882 году, с юности помогая отцу. Первоначально был известен как Эннекен-сын (фр. Hennequin fils).
За 45-летний период творчества написал около 100 пьес, в основном комедии, водевили, оперетты, созданные им единолично и в соавторстве. Внёс вклад в развитие и углубление жанра водевиля. Многие из произведений Эннекена пользовались большим успехом — среди них, в первую очередь, популярная не только во Франции, но и в Великобритании «Система Рибадье» (фр. Le Système Ribadier; 1892, в соавторстве с Ж. Фейдо), «Вы ничего не хотите заявить?» (фр. Vous n’avez rien à déclarer?; 1906, в соавторстве с П. Вебером) и другие. Например, его комедия «Пятичасовой господин» (фр. Le Monsieur de cinq heures; 1924, также в соавторстве с Вебером) выдержала 568 представлений.
Около 50 его пьес в разное время были экранизированы.

## Избранные произведения
- 1885: L’oiseau bleu
- 1885: Le sous-préfet de Nanterre
- 1885: La Guerre joyeuse
- 1886: Trop de vertu!
- 1886: Monsieur Irma
- 1887: Les Vacances du mariage
- 1887: Les Oiseaux de passage
- 1887: Le Marquis de Kersalec
- 1888: Un mariage au téléphone
- 1889: Une Nuit orageuse
- 1889: Madame reçoit
- 1889: Pour un hanneton
- 1890: Un prix Montyon
- 1891: La Petite Poucette
- 1891: Le Château de M. Toulardot
- 1891: Fatal zéro
- 1891: Le Fluide de John
- 1891: Le Réveil du calife
- 1892: La Femme du commissaire
- 1898: Le Terre-Neuve
- 1898: Place aux femmes!
- 1898: Le Voyage autour du Code
- 1898: Le Remplaçanth
- 1899: La Poule blanche
- 1899: Coralie et Cie
- 1901: M’amour
- 1901: Nelly Rozier
- 1901: Le Coup de fouet
- 1911: Une heure après, je le jure
- 1911: Aimé des femmes
- 1912: Une nuit d’amour
- 1912: Flirt pour deux!
- 1912: La Présidente
- 1913: Les Honneurs de la guerre
- 1914: La Fille de Figaro
- 1916: Madame et son filleul
- 1917: Le Compartiment des dames seules
- 1921: Le Paradis fermé
- 1922: La Sonnette d’alarme